# Repêchage d'entrée dans la LNH 2022
2021 2023
Le repêchage d'entrée dans la Ligue nationale de hockey 2022 est le 60e repêchage d'entrée de l'histoire de la Ligue nationale de hockey (LNH). Il est prévu les 7 et 8 juillet 2022 au Centre Bell à Montréal.

## Joueurs éligibles
Pour pouvoir être sélectionné lors de ce repêchage, un joueur doit remplir une des trois conditions suivantes :
- être né entre le 1er janvier 2002 et le 15 septembre 2004 ;
- être né lors de l'année 2001, ne pas avoir été déjà choisi par une équipe de la LNH et n'être ni canadien ni américain ;
- être né après le 30 juin 2002, avoir été sélectionné au repêchage de 2020 et ne pas avoir signé de contrat d'entrée.

## Loterie
Afin de déterminer l'ordre dans lequel les équipes choisissent les joueurs, une loterie préalable est réalisée entre les 16 équipes qui ne se sont pas qualifiées pour les séries éliminatoires de la Coupe Stanley 2022.
À partir de la saison 2014-2015, la LNH a modifié le système de pondération, offrant des chances de sélectionner le 1er choix aux 16 équipes. Avant cela, seules les 4 dernières équipes du classement pouvaient y prétendre.
Le tirage de la loterie a lieu le 10 mai 2022. Il se déroule en deux phases : un premier tirage pour déterminer qui repêche en premier et un second pour le deuxième rang. Après le premier tirage, les cotes pour les équipes restantes augmenteront proportionnellement en vue du deuxième tirage de loterie, en fonction de l'équipe qui aura remporté le premier choix. Après le tirage du deuxième choix, les quatorze équipes non sélectionnées se verront attribuer les sélections restantes, dans l'ordre inverse des points de la saison régulière.
Les Canadiens de Montréal remportent le premier tirage, obtenant le premier choix. Les Devils du New Jersey remportent le second tirage, progressant de trois rang dans le repêchage en devançant ainsi les Coyotes de l'Arizona, le Kraken de Seattle et les Flyers de Philadelphie.
| Équipe       | 1er   | 2e    | 3e    | 4e    | 5e    | 6e    | 7e    | 8e    | 9e    | 10e   | 11e   | 12e   | 13e   | 14e   | 15e   | 16e   |
| ------------ | ----- | ----- | ----- | ----- | ----- | ----- | ----- | ----- | ----- | ----- | ----- | ----- | ----- | ----- | ----- | ----- |
| Montréal     | 25,5% | 18,8% | 55,7% |       |       |       |       |       |       |       |       |       |       |       |       |       |
| Arizona      | 13,5% | 14,4% | 32,0% | 40,2% |       |       |       |       |       |       |       |       |       |       |       |       |
| Seattle      | 11,5% | 11,5% | 7,4%  | 40,7% | 28,8% |       |       |       |       |       |       |       |       |       |       |       |
| Philadelphie | 9,5%  | 9,8%  |       | 15,4% | 44,9% | 20,5% |       |       |       |       |       |       |       |       |       |       |
| New Jersey   | 8,5%  | 8,8%  |       |       | 24,5% | 44,2% | 13,9% |       |       |       |       |       |       |       |       |       |
| Chicago      | 7,5%  | 7,9%  |       |       |       | 34,1% | 41,4% | 9,1%  |       |       |       |       |       |       |       |       |
| Ottawa       | 6,5%  | 6,9%  |       |       |       |       | 44,4% | 36,5% | 5,6%  |       |       |       |       |       |       |       |
| Détroit      | 6,0%  | 6,4%  |       |       |       |       |       | 54,4% | 30,0% | 3,2%  |       |       |       |       |       |       |
| Buffalo      | 5,0%  | 5,4%  |       |       |       |       |       |       | 64,4% | 23,5% | 1,7%  |       |       |       |       |       |
| Anaheim      | 3,5%  | 3,8%  |       |       |       |       |       |       |       | 73,3% | 18,4% | 0,9%  |       |       |       |       |
| San José     | 3,0%  | 3,3%  |       |       |       |       |       |       |       |       | 79,9% | 13,4% | 0,5%  |       |       |       |
| Columbus     |       | 2,9%  | 2,4%  |       |       |       |       |       |       |       |       | 85,7% | 8,94% | 0,2%  |       |       |
| New York I   |       |       | 2,6%  | 1,7%  |       |       |       |       |       |       |       |       | 90,7% | 5,1%  | 0,2%  |       |
| Winnipeg     |       |       |       | 2,1%  | 1,0%  |       |       |       |       |       |       |       |       | 94,7% | 2,1%  | 0,1%  |
| Vancouver    |       |       |       |       | 0,8%  | 0,3%  |       |       |       |       |       |       |       |       | 97,9% | 1,1%  |
| Vegas        |       |       |       |       |       | 0,8%  | 0,2%  |       |       |       |       |       |       |       |       | 98,9% |

En gras, le choix remporté par chaque équipe.

## Meilleurs espoirs
classement provisoire établi à la mi-saison et publié en janvier 2022
| Rang | En Amérique du Nord             | En Europe                           |
| ---- | ------------------------------- | ----------------------------------- |
| 1    | Shane Wright (centre)           | Juraj Slafkovský (ailier gauche)    |
| 2    | Logan Cooley (centre)           | Joakim Kemell (ailier droit)        |
| 3    | Cutter Gauthier (ailier gauche) | Šimon Nemec (défenseur)             |
| 4    | Matthew Savoie (centre)         | David Jiříček (défenseur)           |
| 5    | Conor Geekie (centre)           | Marco Kasper (centre)               |
| 6    | Pavel Mintioukov (défenseur)    | Jonathan Lekkerimäki (ailier droit) |
| 7    | Kevin Korchinski (défenseur)    | Danila Iourov (ailier droit)        |
| 8    | Luca Del Bel Belluz (centre)    | Liam Ohgren (ailier gauche)         |
| 9    | Isaac Howard (ailier gauche)    | Lian Bichsel (défenseur)            |
| 10   | Owen Beck (centre)              | Brad Lambert (centre)               |

| Rang | En Amérique du Nord | En Europe       |
| ---- | ------------------- | --------------- |
| 1    | Tyler Brennan       | Topias Leinonen |
| 2    | Ivan Jigalov        | Hugo Havelid    |
| 3    | Dylan Silverstein   | Jan Špunar      |

## Le repêchage

### Premier tour

#### Sélection
| Rang | Joueur               | Position      | Nationalité | Équipe LNH | Repêché de                          |
| ---- | -------------------- | ------------- | ----------- | --- | ----------------------------------- |
| 1    | Juraj Slafkovský     | Ailier gauche | Slovaquie   | Canadiens de Montréal                                                                                         | TPS (Liiga)                         |
| 2    | Šimon Nemec          | Défenseur     | Slovaquie   | Devils du New Jersey                                                                                          | HK Nitra (Extraliga slovaque)       |
| 3    | Logan Cooley         | Centre        | États-Unis  | Coyotes de l'Arizona                                                                                          | USNTDP U18 (USHL)                   |
| 4    | Shane Wright         | Centre        | Canada      | Kraken de Seattle                                                                                             | Frontenacs de Kingston (LHO)        |
| 5    | Cutter Gauthier      | Ailier gauche | États-Unis  | Flyers de Philadelphie                                                                                        | USNTDP U18 (USHL)                   |
| 6    | David Jiříček        | Défenseur     | Tchéquie    | Blue Jackets de Columbus (des Blackhawks de Chicago)                                                          | HC Škoda Plzeň (Extraliga tchèque)  |
| 7    | Kevin Korchinski     | Défenseur     | Canada      | Blackhawks de Chicago (des Sénateurs d'Ottawa)                                                                | Thunderbirds de Seattle (LHOu)      |
| 8    | Marco Kasper         | Centre        | Autriche    | Red Wings de Détroit                                                                                          | Rögle BK (SHL)                      |
| 9    | Matthew Savoie       | Centre        | Canada      | Sabres de Buffalo                                                                                             | Ice de Winnipeg (LHOu)              |
| 10   | Pavel Mintioukov     | Défenseur     | Russie      | Ducks d'Anaheim                                                                                               | Spirit de Saginaw (LHO}             |
| 11   | Conor Geekie         | Centre        | Canada      | Coyotes de l'Arizona (des Sharks de San José)                                                                 | Ice de Winnipeg (LHOu)              |
| 12   | Denton Mateychuk     | Défenseur     | Canada      | Blue Jackets de Columbus                                                                                      | Warriors de Moose Jaw (LHOu)        |
| 13   | Frank Nazar          | Centre        | États-Unis  | Blackhawks de Chicago (des Islanders de New York via les Canadiens de Montréal)                               | USNTDP U18 (USHL)                   |
| 14   | Rutger McGroarty     | Ailier droit  | États-Unis  | Jets de Winnipeg                                                                                              | USNTDP U18 (USHL)                   |
| 15   | Jonathan Lekkerimäki | Ailier droit  | Suède       | Canucks de Vancouver                                                                                          | Djurgården IF (SHL)                 |
| 16   | Noah Östlund         | Centre        | Suède       | Sabres de Buffalo (des Golden Knights de Vegas)                                                               | Djurgården IF J20 (J20 Nationell)   |
| 17   | Joakim Kemell        | Ailier droit  | Finlande    | Predators de Nashville                                                                                        | JYP (Liiga)                         |
| 18   | Lian Bichsel         | Défenseur     | Suisse      | Stars de Dallas                                                                                               | Leksands IF (SHL)                   |
| 19   | Liam Ohgren          | Ailier gauche | Suède       | Wild du Minnesota (des Kings de Los Angeles)                                                                  | Djurgården IF J20 (J20 Nationell)   |
| 20   | Ivan Mirochnitchenko | Ailier gauche | Russie      | Capitals de Washington                                                                                        | Omskie Krylia (VHL)                 |
| 21   | Owen Pickering       | Défenseur     | Canada      | Penguins de Pittsburgh                                                                                        | Broncos de Swift Current (LHOu)     |
| 22   | Nathan Gaucher       | Centre        | Canada      | Ducks d'Anaheim (des Bruins de Boston)                                                                        | Remparts de Québec (LHJMQ)          |
| 23   | Jimmy Snuggerud      | Ailier droit  | États-Unis  | Blues de Saint-Louis                                                                                          | USNTDP U18 (USHL)                   |
| 24   | Danila Iourov        | Ailier droit  | Russie      | Wild du Minnesota                                                                                             | Metallourg Magnitogorsk (KHL)       |
| 25   | Sam Rinzel           | Défenseur     | États-Unis  | Blackhawks de Chicago (des Maple Leafs de Toronto)                                                            | Chaska High (USHS-Prep)             |
| 26   | Filip Mešár          | Ailier droit  | Slovaquie   | Canadiens de Montréal (des Flames de Calgary)                                                                 | HK Poprad (Extraliga slovaque)      |
| 27   | Filip Bystedt        | Centre        | Suède       | Sharks de San José (des Hurricanes de la Caroline via les Canadiens de Montréal via les Coyotes de l'Arizona) | Linköping J20 (J20 Nationell)       |
| 28   | Jiří Kulich          | Centre        | Tchéquie    | Sabres de Buffalo (des Panthers de la Floride)                                                                | HC Karlovy Vary (Extraliga tchèque) |
| 29   | Maveric Lamoureux    | Défenseur     | Canada      | Coyotes de l'Arizona (des Oilers d'Edmonton)                                                                  | Voltigeurs de Drummondville (LHJMQ) |
| 30   | Brad Lambert         | Centre        | Finlande    | Jets de Winnipeg (des Rangers de New York)                                                                    | Pelicans Lahti (Liiga)              |
| 31   | Isaac Howard         | Ailier gauche | États-Unis  | Lightning de Tampa Bay                                                                                        | USNTDP U18 (USHL)                   |
| 32   | Reid Schaefer        | Ailier gauche | Canada      | Oilers d'Edmonton (de l'Avalanche du Colorado via les Coyotes de l'Arizona)                                   | Thunderbirds de Seattle (LHOu)      |

#### Transaction
- Le choix de premier tour des Blackhawks de Chicago (6e au total) est acquis conditionnellement par les Blue Jackets de Columbus, le 23 juillet 2021, en compagnie d'Adam Boqvist, d'un choix de premier tour (Cole Sillinger) et d'un choix de deuxième tour (Aleksi Heimosalmi) lors du Repêchage de 2021. En retour, les Blackhawks acquièrent Seth Jones, un choix de premier tour lors du repêchage de 2021 (Nolan Allan) et un choix de sixième tour en 2022 (Dominic James). La condition à valider est que les Blackhawks ne remportent aucun des deux tirages de la loterie. Sinon le choix est reporté au repêchage de 2023[11].

- Le choix de premier tour des Sénateurs (7e au total) est acquis par les Blackhawks de Chicago, le 7 juillet 2022, en compagnie d'un choix de deuxième tour au repêchage 2022 (Paul Ludwinski) et d'un choix de quatrième tour au repêchage 2024. En retour, les Sénateurs acquièrent Alex DeBrincat[12].

- Le choix de premier tour des Sharks de San José (11e au total) est acquis par les Coyotes de l'Arizona, le 7 juillet 2022, en retour d’un choix de premier tour (Filip Bystedt) et deux choix de deuxième tour (Cameron Lund et Mattias Hävelid) en 2022[13].

- Le choix de premier tour des Islanders de New York (13e au total) est acquis par les Blackhawks de Chicago, le 7 juillet 2022, lors d'un échange avec les Canadiens de Montréal, en compagnie d'un choix de troisième tour en 2022 (Gavin Hayes). En retour, les Canadiens acquièrent Kirby Dach. Montréal a préalablement acquis ce choix lors d'une transaction avec les Islanders quelques minutes plus tôt En retour, d'Aleksandr Romanov et d'un choix de quatrième tour en 2022 (Isaiah George)[14].

- Le choix de premier tour des Golden Knights de Vegas (16e au total) est acquis conditionnellement par les Sabres de Buffalo, le 4 novembre 2021, en compagnie d'Alex Tuch, de Peyton Krebs et d'un choix conditionnel de deuxième tour au repêchage de 2023. En retour, les Golden Knights acquièrent John Eichel et un choix conditionnel de troisième tour au repêchage de 2023. Les Sabres reçoivent ce choix s'il ne fait pas partie des 10 meilleurs choix du repêchage, sinon ils reçoivent le choix de premier tour des Golden Knights pour le repêchage de 2023[15].

- Le choix de premier tour des Kings de Los Angeles (19e au total) est acquis par le Wild du Minnesota, le 30 juin 2022, en compagnie de Brock Faber. En retour, les Kings acquièrent Kevin Fiala[16].

- Le choix de premier tour des Bruins de Boston (22e au total) est acquis par les Ducks d'Anaheim, le 19 mars 2022, en compagnie d'Urho Vaakanainen, de John Moore et d'un choix de deuxième tour au repêchage de 2023 ou au Repêchage de 2024. En retour, les Bruins acquièrent Hampus Lindholm et Kodie Curran[17].

- Le choix de premier tour des Maple Leafs de Toronto (25e au total) est acquis par les Blackhawks de Chicago, le 7 juillet 2022, en compagnie de Petr Mrázek. Les Maple Leafs acquièrent En retour, un choix de deuxième tour en 2022 (Fraser Minten)[18].

- Le choix de premier tour des Flames de Calgary (26e au total) est acquis conditionnellement par les Canadiens de Montréal, le 14 février 2022, en compagnie de Tyler Pitlick, Emil Heineman, d'un choix de cinquième tour au repêchage de 2023 et d'un choix conditionnel de quatrième tour au repêchage de 2024. Les Flames acquièrent En retour, Tyler Toffoli[19]. La condition est validée le 16 avril 2022, lorsque les Flames se qualifient pour les séries éliminatoires[20].

- Le choix de premier tour des Hurricanes de la Caroline (27e au total) est acquis par les Sharks de San José, le 7 juillet 2022, en compagnie de deux choix de deuxième tour (Cameron Lund et Mattias Hävelid) en 2022. Les Coyotes acquièrent En retour, un choix de premier tour (Conor Geekie)[13]. Préalablement, ce choix est acquis conditionnellement par les Coyotes de l'Arizona, le 4 septembre 2021, en compagnie d'un choix de deuxième tour au repêchage de 2024, lors d'un échange avec les Canadiens de Montréal. En retour, les Canadiens acquièrent Christian Dvorak. La condition est que l'Arizona reçoit le meilleur des deux choix de premier tour en possession des Canadiens, à condition qu'il soit hors des 10 premiers choix du repêchage. Si un des deux ou les deux font partie du top 10, les Coyotes reçoivent le moins bon[21]. Ce choix est converti lorsque les Hurricanes se qualifient pour les séries éliminatoires le 7 avril 2022[22] et que les Canadiens ne peuvent pas terminer à une meilleure place que la 25e, garantissant une sélection dans les dix premières places du repêchage avec leur propre choix, le 15 avril 2022[23]. Ce choix est préalablement acquis par les Canadiens, le 4 septembre 2021, en compagnie d'un choix de troisième tour de ce même repêchage (Adam Engström). Ces choix sont acquis en guise de compensation pour ne pas avoir égalé l'offre hostile faite à l'agent libre Jesperi Kotkaniemi[24].

- Le choix de premier tour des Panthers de la Floride (28e au total) est acquis conditionnellement par les Sabres de Buffalo, le 24 juillet 2021, en compagnie de Devon Levi. En retour, les Panthers acquièrent Sam Reinhart. Les Sabres reçoivent ce choix s'il ne fait pas partie des 10 premiers choix du repêchage, sinon ils reçoivent le premier choix des Panthers pour le repêchage de 2023[25]. La condition est remplie le 3 avril 2022, lorsque les Panthers se qualifient pour les séries éliminatoires[26].

- Le choix de premier tour des Oilers d'Edmonton (29e au total) est acquis par les Coyotes de l'Arizona, le 7 juillet 2022, en compagnie de Zack Kassian, d'un choix de troisième tour en 2024 et d'un choix de deuxième tour en 2025. En retour, les Oilers acquièrent un choix de premier tour (Reid Schaefer)[27].

- Le choix de premier tour des Rangers de New York (30e au total) est acquis conditionnellement par les Jets de Winnipeg, le 21 mars 2022, en compagnie de Morgan Barron, d'un choix conditionnel de deuxième tour de ce même repêchage (Elias Salomonsson) ou d'un choix conditionnel de deuxième tour au repêchage de 2023. En retour, les Rangers acquièrent Andrew Copp et un choix de sixième tour au repêchage de 2023[28]. Les Jets reçoivent le choix de premier tour si Copp dispute la moitié des matchs de séries éliminatoires et que les Rangers atteignent la finale de la conférence Est, sinon, ils reçoivent le choix de second tour. La condition est validée le 30 mai 2022, lorsque les Rangers atteignent la finale de la conférence Est[29].

- Le choix de premier tour de l'Avalanche du Colorado (32e au total) est acquis par les Oilers d'Edmonton, le 7 juillet 2022, lors d'un échange avec les Coyotes de l'Arizona, en retour de Zack Kassian, d'un choix de premier tour en 2022 (Maveric Lamoureux), d'un choix de troisième tour en 2024 et d'un choix de deuxième tour en 2025[27]. Préalablement, ce choix est acquis par les Coyotes, le 28 juillet 2021, en compagnie de Conor Timmins et d'un choix de quatrième tour au repêchage de 2024. En retour, l'Avalanche acquiert Darcy Kuemper[30].

### Deuxième tour

#### Sélection
| Rang | Joueur               | Position       | Nationalité | Équipe LNH                                                                                        | Repêché de                         |
| ---- | -------------------- | -------------- | ----------- | ------------------------------------------------------------------------------------------------- | ---------------------------------- |
| 33   | Owen Beck            | Centre         | Canada      | Canadiens de Montréal                                                                             | Steelheads de Mississauga (LHO)    |
| 34   | Cameron Lund         | Centre         | États-Unis  | Sharks de San José (des Coyotes de l'Arizona)                                                     | Gamblers de Green Bay (USHL)       |
| 35   | Jagger Firkus        | Ailier droit   | Canada      | Kraken de Seattle                                                                                 | Warriors de Moose Jaw (LHOu)       |
| 36   | Artiom Douda         | Défenseur      | Russie      | Coyotes de l'Arizona (des Flyers de Philadelphie)                                                 | Krasnaïa Armia (MHL)               |
| 37   | Ryan Chesley         | Défenseur      | États-Unis  | Capitals de Washington (des Devils du New Jersey)                                                 | USNTDP U18 (USHL)                  |
| 38   | Fraser Minten        | Centre         | Canada      | Maple Leafs de Toronto (des Blackhawks de Chicago)                                                | Blazers de Kamloops (LHOu)         |
| 39   | Paul Ludwinski       | Centre         | Canada      | Blackhawks de Chicago (des Sénateurs d'Ottawa)                                                    | Frontenacs de Kingston (LHO)       |
| 40   | Dylan James          | Ailier gauche  | Canada      | Red Wings de Détroit                                                                              | Musketeers de Sioux City (USHL)    |
| 41   | Topias Leinonen      | Gardien de but | Finlande    | Sabres de Buffalo                                                                                 | JYP U20 (U20 SM-sarja)             |
| 42   | Noah Warren          | Défenseur      | Canada      | Ducks d'Anaheim                                                                                   | Olympiques de Gatineau (LHJMQ)     |
| 43   | Julian Lutz          | Ailier gauche  | Allemagne   | Coyotes de l'Arizona (des Sharks de San José)                                                     | EHC Munich (DEL)                   |
| 44   | Luca Del Bel Belluz  | Centre         | Canada      | Blue Jackets de Columbus                                                                          | Steelheads de Mississauga (LHO)    |
| 45   | Mattias Hävelid      | Défenseur      | Suède       | Sharks de San José (des Islanders de New York via les Coyotes de l'Arizona)                       | Linköping HC J20 (J20 Nationell)   |
| 46   | Seamus Casey         | Défenseur      | États-Unis  | Devils du New Jersey (des Jets de Winnipeg via les Capitals de Washington)                        | USNTDP U18 (USHL)                  |
| 47   | Hunter Haight        | Centre         | Canada      | Wild du Minnesota (des Canucks de Vancouver via les Coyotes de l'Arizona)                         | Colts de Barrie (LHO)              |
| 48   | Matyáš Šapovaliv     | Centre         | Tchéquie    | Golden Knights de Vegas                                                                           | Spirit de Saginaw (LHO)            |
| 49   | Jani Nyman           | Ailier droit   | Finlande    | Kraken de Seattle (des Predators de Nashville)                                                    | Ilves U20 (U20 SM-sarja)           |
| 50   | Christian Kyrou      | Défenseur      | Canada      | Stars de Dallas                                                                                   | Otters d'Érié (LHO)                |
| 51   | Jack Hughes          | Centre         | États-Unis  | Kings de Los Angeles                                                                              | Huskies de Northeastern (NCAA)     |
| 52   | Dmitri Boutchelnikov | Ailier gauche  | Russie      | Red Wings de Détroit (des Capitals de Washington)                                                 | SKA-1946 (MHL)                     |
| 53   | Tristan Luneau       | Défenseur      | Canada      | Ducks d'Anaheim (des Penguins de Pittsburgh)                                                      | Olympiques de Gatineau (LHJMQ)     |
| 54   | Matthew Poitras      | Centre         | Canada      | Bruins de Boston                                                                                  | Storm de Guelph (LHO)              |
| 55   | Elias Salomonsson    | Défenseur      | Suède       | Jets de Winnipeg (des Blues de Saint-Louis via les Rangers de New York)                           | Skellefteå AIK J20 (J20 Nationell) |
| 56   | Rieger Lorenz        | Ailier gauche  | Canada      | Wild du Minnesota                                                                                 | Oilers d'Okotoks (LHJA)            |
| 57   | Ryan Greene          | Centre         | Canada      | Blackhawks de Chicago (du Wild du Minnesota via les Blackhawks de Chicago)                        | Gamblers de Green Bay (USHL)       |
| 58   | Niklas Kokko         | Gardien de but | Finlande    | Kraken de Seattle (des Maple Leafs de Toronto via le Kraken de Seattle)                           | Kärpät Oulu U20 (U20 SM-sarja)     |
| 59   | Topi Rönni           | Centre         | Finlande    | Flames de Calgary                                                                                 | Tappara U20 (U20 SM-sarja)         |
| 60   | Gleb Trikozov        | Ailier gauche  | Russie      | Hurricanes de la Caroline                                                                         | Omskie Iastreby (MHL)              |
| 61   | David Goyette        | Centre         | Canada      | Kraken de Seattle (des Panthers de la Floride via le Kraken de Seattle via les Flames de Calgary) | Wolves de Sudbury (LHO)            |
| 62   | Lane Hutson          | Défenseur      | États-Unis  | Canadiens de Montréal (des Oilers d'Edmonton)                                                     | USNTDP U18 (USHL)                  |
| 63   | Adam Sýkora          | Ailier gauche  | Slovaquie   | Rangers de New York                                                                               | HK Nitra U20 (Extraliga juniorov)  |
| 64   | Filip Nordberg       | Défenseur      | Suède       | Sénateurs d'Ottawa (du Lightning de Tampa Bay)                                                    | Södertälje SK J20 (J20 Nationell)  |
| 65   | Calle Odelius        | Défenseur      | Suède       | Islanders de New York (de l'Avalanche du Colorado)                                                | Djurgårdens IF J20 (J20 Nationell) |

#### Transaction
- Le choix de deuxième tour des Coyotes de l'Arizona (34e au total) est acquis par les Sharks de San José, le 7 juillet 2022, en compagnie d'un choix de premier tour (Filip Bystedt) et d’un second choix de deuxième tour (Mattias Hävelid) de ce même repêchage. En retour, les Coyotes acquièrent un choix de premier tour de ce même repêchage (Conor Geekie)[13].

- Le choix de deuxième tour des Flyers de Philadelphie (36e au total) est acquis par les Coyotes de l'Arizona, le 22 juillet 2021, en compagnie de Shayne Gostisbehere et un choix de septième tour de ce même repêchage (utilisé par les Canadiens de Montréal pour sélectionner Miguël Tourigny). En retour, les Flyers acquièrent des considérations futures[33].

- Le choix de deuxième tour des Devils du New Jersey (37e au total) est acquis par les Capitals de Washington, le 8 juillet 2022, en compagnie d'un choix de troisième tour de ce même repêchage (Alexander Suzdalev). En retour, les Devils acquièrent Vítek Vaněček et un choix de deuxième tour de ce même repêchage (Seamus Casey)[34].

- Le choix de deuxième tour des Blackhawks de Chicago (38e au total) est acquis par les Maple Leafs de Toronto, le 7 juillet 2022, en retour de Petr Mrázek et d'un choix de premier tour de ce même repêchage (Sam Rinzel)[18].

- Le choix de deuxième tour des Sénateurs d'Ottawa (39e au total) est acquis par les Blackhawks de Chicago, le 7 juillet 2022, en compagnie d'un choix de premier tour de ce même repêchage (Kevin Korchinski) et d'un choix de quatrième tour au repêchage 2024. En retour, les Sénateurs acquièrent Alex DeBrincat[12].

- Le choix de deuxième tour des Sharks de San José (43e au total) est acquis par les Coyotes de l'Arizona, le 17 juillet 2021, en compagnie de Josef Kořenář. En retour, les Sharks acquièrent Adin Hill et un choix de septième tour de ce même repêchage (Eli Barnett)[35].

- Le choix de deuxième tour des Islanders de New York (45e au total) est acquis par les Sharks de San José, le 7 juillet 2022, lors d’un échange avec les Coyotes de l'Arizona, en compagnie d'un choix de premier tour (Filip Bystedt) et d’un second choix de deuxième tour (Cameron Lund) de ce même repêchage. En retour, les Coyotes acquièrent un choix de premier tour de ce même repêchage (Conor Geekie) [13]. Ce choix est préalablement acquis conditionnellement par les Coyotes, le 17 juillet 2021, en compagnie d'Andrew Ladd, d'un choix de deuxième tour au repêchage de 2021 (Janis Moser) et d'un choix conditionnel de troisième tour au repêchage de 2023. Les Islanders possèdent deux choix de deuxième tour pour 2022, ils doivent donner le meilleur de ses choix aux Coyotes[36]. La condition est remplie lorsque l'Avalanche du Colorado se qualifient pour les Séries éliminatoires le 5 avril 2022[37] et lorsque les Islanders sont officiellement éliminés le 17 avril 2022[38].

- Le choix de deuxième tour des Jets de Winnipeg (46e au total) est acquis par les Devils du New Jersey, le 8 juillet 2022, lors d’un échange avec les Capitals de Washington en compagnie de Vítek Vaněček. En retour, Washington acquiert un choix de deuxième tour (Ryan Chesley) et un choix de troisième tour (Alexander Suzdalev) de ce même repêchage[34]. Préalablement, ce choix est acquis par les Capitals, le 26 juillet 2021, en compagnie d'un choix de deuxième tour au repêchage de 2023. En retour, les Jets acquièrent Brenden Dillon[39].

- Le choix de deuxième tour des Canucks de Vancouver (47e au total) est acquis par le Wild du Minnesota, le 21 mars 2021 lors d'un échange avec les Coyotes de l'Arizona, en retour de Jack McBain[40]. Les Coyotes ont préalablement acquis ce choix le 23 juillet 2021, en compagnie d'Oliver Ekman-Larsson et de Conor Garland. En retour, les Coyotes acquièrent Jay Beagle, Loui Eriksson, Antoine Roussel, un choix de premier tour au repêchage 2021 (Dylan Guenther) et un choix de septième tour au repêchage de 2023[41].

- Le choix de deuxième tour des Predators de Nashville (49e au total) est acquis par le Kraken de Seattle, le 20 mars 2022, en retour de Jeremy Lauzon[42].

- Le choix de deuxième tour des Capitals de Washington (52e au total) est acquis par les Red Wings de Détroit, le 12 avril 2021, en compagnie de Richard Pánik, de Jakub Vrána et d'un choix de premier tour au repêchage 2021 (échangé ensuite aux Stars de Dallas, qui sélectionnent Wyatt Johnston). En retour, les Capitals acquièrent Anthony Mantha[43].

- Le choix de deuxième tour des Penguins de Pittsburgh (53e au total) est acquis par les Ducks d'Anaheim, le 21 mars 2022, en compagnie de Zach Aston-Reese, de Dominik Simon et de Calle Clang. En retour, les Penguins acquièrent Rickard Rakell[44].

- Le choix de deuxième tour des Blues de Saint-Louis (55e au total) est acquis conditionnellement par les Jets de Winnipeg, le 21 mars 2022, lors d’un échange avec les Rangers New York, en compagnie de Morgan Barron, d'un choix de premier tour de ce même repêchage (Brad Lambert). En retour, les Rangers acquièrent Andrew Copp et un choix de sixième tour au repêchage de 2023[28]. La condition est que les Jets peuvent choisir entre un choix de deuxième tour en 2022 ou en 2023. Préalablement, ce choix est acquis par les Rangers, le 23 juillet 2021, en compagnie de Samuel Blais. En retour, les Blues acquièrent Pavel Boutchnevitch[45].

- Le choix de deuxième tour du Wild du Minnesota (57e au total) est acquis conditionnellement par les Blackhawks de Chicago, le 21 mars 2022, en retour de Marc-André Fleury[46]. La condition est que les Blackhawks reçoivent le choix de premier tour si Fleury remporte quatre rencontres durant les séries éliminatoires et que le Wild se rend en finale de la conférence Ouest. Ces derniers étant éliminés au premier tour des séries éliminatoires[47], les Blackhawks reçoivent le choix de deuxième tour.

- Le choix de deuxième tour des Maple Leafs de Toronto (58e au total) est acquis par le Kraken de Seattle, le 20 mars 2022, en compagnie d'un choix de deuxième tour au repêchage de 2023 et d'un choix de troisième tour repêchage de 2024. En retour, le Kraken acquiert Mark Giordano et Colin Blackwell[48].

- Le choix de deuxième tour des Panthers de la Floride (61e au total) est acquis par le Kraken de Seattle, le 16 mars 2022, lors d'un échange avec les Flames de Calgary, en compagnie d'un choix de troisième tour au repêchage de 2023 et d'un choix de septième tour au repêchage de 2024. En retour, les Flames acquièrent Calle Järnkrok[49]. Ce choix est préalablement acquis par les Flames, le 12 avril 2021, en compagnie de Emil Heineman. En retour, les Panthers acquièrent Samuel Bennett et d'un choix de sixième tour de ce même repêchage (utilisé par les Sabres de Buffalo pour sélectionner Gustav Karlsson)[50].

- Le choix de deuxième tour des Oilers d'Edmonton (62e au total) est acquis conditionnellement par les Canadiens de Montréal, le 21 mars 2022, en compagnie de William Lagesson et d'un choix de septième tour au repêchage de 2024. En retour, les Oilers acquièrent Brett Kulak[51]. Les Canadiens reçoivent ce choix si les Oilers ne se qualifient pas pour la Finale de la Coupe Stanley et que Brett ne figure pas parmi les quatre défenseurs les plus utilisés par les Oilers lors des trois premières rondes. Sinon, ce choix est reporté au repêchage de 2023. La condition est validée le 7 juin 2022, lorsque les Oilers sont balayés en 4 matchs par l'Avalanche en finale d'association[52].

- Le choix de deuxième tour du Lightning de Tampa Bay (64e au total) est acquis par les Sénateurs d'Ottawa, le 27 décembre 2020, en compagnie de Braydon Coburn et de Cédric Paquette. En retour, le Lightning acquiert Marián Gáborík et Anders Nilsson[53].

- Le choix de deuxième tour de l'Avalanche du Colorado (65e au total) est acquis par les Islanders de New York, le 12 octobre 2020, en compagnie d'un choix de second tour au repêchage de 2021 (Sean Behrens). En retour, l'Avalanche acquiert Devon Toews[54].

### Troisième tour

#### Sélection
| Rang | Joueur                 | Position      | Nationalité | Équipe LNH                                                                                                | Repêché de                             |
| ---- | ---------------------- | ------------- | ----------- | --- | -------------------------------------- |
| 66   | Gavin Hayes            | Ailier gauche | États-Unis  | Blackhawks de Chicago (des Canadiens de Montréal)                                                         | Firebirds de Flint (LHO)               |
| 67   | Miko Matikka           | Ailier droit  | Finlande    | Coyotes de l'Arizona                                                                                      | Jokerit U20 (U20 SM-sarja)             |
| 68   | Ty Nelson              | Défenseur     | Canada      | Kraken de Seattle                                                                                         | Battalion de North Bay (LHO)           |
| 69   | Devin Kaplan           | Ailier droit  | États-Unis  | Flyers de Philadelphie                                                                                    | USNTDP U18 (USHL)                      |
| 70   | Alexander Suzdalev     | Ailier gauche | Suède       | Capitals de Washington (des Devils du New Jersey)                                                         | HV71 J20 (J20 Nationell)               |
| 71   | Alexandre Perevalov    | Ailier gauche | Russie      | Hurricanes de la Caroline (des Blackhawks de Chicago)                                                     | Loko (MHL)                             |
| 72   | Oskar Pettersson       | Ailier droit  | Suède       | Sénateurs d'Ottawa                                                                                        | Rögle BK J20 (J20 Nationell)           |
| 73   | Aleksanteri Kaskimäki  | Centre        | Finlande    | Blues de Saint-Louis (des Red Wings de Détroit)                                                           | HIFK U20 (U20 SM-sarja)                |
| 74   | Viktor Neoutchev       | Ailier gauche | Russie      | Sabres de Buffalo                                                                                         | Avto (MHL)                             |
| 75   | Vinzenz Rohrer         | Centre        | Autriche    | Canadiens de Montréal (des Ducks d'Anaheim)                                                               | 67 d'Ottawa (LHO)                      |
| 76   | Michael Fisher         | Défenseur     | États-Unis  | Sharks de San José                                                                                        | St. Mark's School (USHS-Prep)          |
| 77   | Danny Zhilkin          | Centre        | Canada      | Jets de Winnipeg (des Blue Jackets de Columbus)                                                           | Storm de Guelph (LHO)                  |
| 78   | Quinn Finley           | Ailier gauche | États-Unis  | Islanders de New York (des Islanders de New York via les Devils du New Jersey et les Sénateurs d'Ottawa)  | Capitols de Madison (USHL)             |
| 79   | Jordan Gustafson       | Centre        | Canada      | Golden Knights de Vegas (des Jets de Winnipeg via les Canucks de Vancouver et les Maple Leafs de Toronto) | Thunderbirds de Seattle (LHOu)         |
| 80   | Elias Pettersson       | Défenseur     | Suède       | Canucks de Vancouver (des Canucks de Vancouver via les Golden Knights de Vegas et les Sénateurs d'Ottawa) | Örebro HK J20 (J20 Nationell)          |
| 81   | Samuel Savoie          | Ailier gauche | Canada      | Blackhawks de Chicago (des Golden Knights de Vegas)                                                       | Olympiques de Gatineau (LHJMQ)         |
| 82   | Adam Ingram            | Centre        | Canada      | Predators de Nashville                                                                                    | Phantoms de Youngstown (USHL)          |
| 83   | George Fegaras         | Défenseur     | Canada      | Stars de Dallas                                                                                           | Rangers de North York (LHJO)           |
| 84   | Kasper Kulonummi       | Défenseur     | Finlande    | Predators de Nashville (des Kings de Los Angeles)                                                         | Jokerit U20 (U20 SM-sarja)             |
| 85   | Ludwig Persson         | Ailier gauche | Suède       | Capitals de Washington                                                                                    | Frölunda HC J20 (J20 Nationell)        |
| 86   | Lucas Edmonds          | Ailier droit  | Suède       | Lightning de Tampa Bay (des Penguins de Pittsburgh via les Kings de Los Angeles)                          | Frontenacs de Kingston (LHO)           |
| 87   | Tomáš Hamara           | Défenseur     | Tchéquie    | Sénateurs d'Ottawa (des Bruins de Boston)                                                                 | Tappara U20 (U20 SM-sarja)             |
| 88   | Michael Buchinger      | Défenseur     | Canada      | Blues de Saint-Louis                                                                                      | Storm de Guelph (LHO)                  |
| 89   | Mikey Milne            | Ailier gauche | Canada      | Wild du Minnesota                                                                                         | Ice de Winnipeg (LHOu)                 |
| 90   | Aidan Thompson         | Centre        | États-Unis  | Blackhawks de Chicago (des Maple Leafs de Toronto via les Flames de Calgary)                              | Stars de Lincoln (USHL)                |
| 91   | Ben MacDonald          | Centre        | États-Unis  | Kraken de Seattle (des Flames de Calgary via les Bruins de Boston)                                        | Noble & Greenough School (USHS-Prep)   |
| 92   | Adam Engström          | Défenseur     | Suède       | Canadiens de Montréal (des Hurricanes de la Caroline)                                                     | Djurgårdens IF J20 (J20 Nationell)     |
| 93   | Marek Alscher          | Défenseur     | Tchéquie    | Panthers de la Floride                                                                                    | Winterhawks de Portland (LHOu)         |
| 94   | Jérémy Langlois        | Défenseur     | Canada      | Coyotes de l'Arizona (des Oilers d'Edmonton via les Blackhawks de Chicago)                                | Eagles de Cape Breton (LHJMQ)          |
| 95   | Nicholas Moldenhauer   | Ailier droit  | Canada      | Maple Leafs de Toronto (des Rangers de New York via les Golden Knights de Vegas)                          | Steel de Chicago (USHL)                |
| 96   | Jordan Dumais          | Ailier droit  | Canada      | Blue Jackets de Columbus (du Lighting de Tampa Bay)                                                       | Mooseheads d'Halifax (LHJMQ)           |
| 97   | Bryce McConnell-Barker | Centre        | Canada      | Rangers de New-York (de l'Avalanche du Colorado)                                                          | Greyhounds de Sault-Sainte-Marie (LHO) |

#### Transaction
- Le choix de troisième tour des Canadiens de Montréal (66e au total) est acquis par les Blackhawks de Chicago, le 7 juillet 2022, en compagnie d'un choix de premier tour de ce même repêchage (Frank Nazar). En retour, les Canadiens acquièrent Kirby Dach[14].

- Le choix de troisième tour des Devils du New-Jersey (70e au total) est acquis par les Capitals de Washington, le 8 juillet 2022, en compagnie d'un choix de deuxième tour de ce même repêchage (Ryan Chesley). En retour, les Devils acquièrent Vítek Vaněček et un choix de  deuxième tour de ce même repêchage (Seamus Casey)[34].

- Le choix de troisième tour des Blackhawks de Chicago (71e au total) est acquis par les Hurricanes de la Caroline, le 24 juillet 2021, en retour d’un choix de troisième tour lors du repêchage de 2021 (Taige Harding)[56].

- Le choix de troisième tour des Redwings de Détroit (73e au total) est acquis par les Blues de Saint-Louis, le 8 juillet 2022, en retour de Ville Husso[57].

- Le choix de troisième tour des Ducks d'Anaheim (75e au total) est acquis par les Canadiens de Montréal, le 24 juillet 2021, en retour d’un choix de troisième tour lors du repêchage de 2021 (Tyson Hinds)[58].

- Le choix de troisième tour des Blue Jackets de Columbus (77e au total) est acquis par les Jets de Winnipeg, le 23 janvier 2021, en compagnie de Pierre-Luc Dubois. En retour, les Blue Jackets acquièrent Patrik Laine et Jack Roslovic[59].

- Le choix de troisième tour des Islanders (78e au total) est conditionnellement acquis par les Sénateurs d'Ottawa, le 24 février 2020, en compagnie d'un choix de premier tour en 2020 (Ridly Greig) et d'un choix de deuxième tour en 2020 (Roni Hirvonen). En retour, les Islanders acquièrent Jean-Gabriel Pageau[60]. La condition est que les Islanders remportent la Coupe Stanley en 2020. Elle est invalidée lorsque ces derniers sont éliminés en finale d'association par le Lightning de Tampa Bay[61], le choix reste propriété des Islanders. Ce choix est ensuite acquis conditionnellement par les Devils du New Jersey, le 7 avril 2021, en compagnie de Anthony-John Greer, de Mason Jobst et d'un choix de premier tour lors du repêchage de 2021 (Chase Stillman). En retour, les Islanders acquièrent Kyle Palmieri et Travis Zajac[62]. La condition à remplir est que les Islanders n’accèdent pas à la finale de la Coupe Stanley en 2021. Lorsque le Lightning de Tampa Bay élimine les Islanders en finale de conférence, le 25 juin 2021[63], ce choix se transforme en choix de quatrième tour en 2022.

- Le choix de troisième tour des Jets de Winnipeg (79e au total) est acquis par les Golden Knights de Vegas, le 8 juillet 2022, lors d'un échange avec les Maple Leafs de Toronto. En retour, Toronto acquiert un choix de troisième tour (Nicholas Moldenhauer) et un choix de cinquième tour (Nikita Grebyonkin) de ce même repêchage[13]. Préalablement, ce choix est acquis par les Maple Leafs, le 20 mars 2022, lors d'un échange avec les Canucks de Vancouver, en retour de Travis Dermott[48]. Ce choix est préalablement acquis par les Canucks, le 27 juillet 2021, en retour de Nate Schmidt[64].

- Le choix de troisième tour des Canucks de Vancouver (80e au total) est réacquis par ces derniers le 20 mars 2022, lors d'un échange avec les Sénateurs d'Ottawa, en retour de Travis Hamonic[65]. Ce choix est préalablement acquis par les Golden Knights de Vegas, le 12 octobre 2020 en retour de Nate Schmidt[66]. Il est ensuite acquis par les Sénateurs d'Ottawa, le 28 juillet 2021 en compagnie de Nick Holden. En retour, Les Golden Knights acquièrent Ievgueni Dadonov[67].

- Le choix de troisième tour des Golden Knights de Vegas (81e au total) est acquis par les Blackhawks de Chicago lors d'une transaction à trois avec les Sharks de San José, le 12 avril 2021, en compagnie d'un choix de deuxième tour lors du repêchage de 2021 (Colton Dach). Les Sharks acquièrent un choix de cinquième tour en 2022 (Sergei Ivanov) et les Golden Knights acquièrent Mattias Janmark, Nick DeSimone et un choix de cinquième tour en 2022 (Nikita Grebyonkin) [68].

- Le choix de troisième tour des Kings de Los Angeles (84e au total) est acquis par les Predators de Nashville, le 1er juillet 2021, en compagnie d'un choix de deuxième tour lors du repêchage de 2021 (échangé ensuite aux Hurricanes de la Caroline, qui sélectionnent Scott Morrow). En retour, les Kings acquièrent Viktor Arvidsson[69].

- Le choix de troisième tour des Penguins de Pittsburgh (86e au total) est acquis par le Lightning de Tampa Bay, le 8 juillet 2022, lors d'un échange avec les Kings de Los Angeles, en retour d’un choix de quatrième tour (Kenny Connors) et d'un choix de sixième tour (Jared Wright) de ce même repêchage[13]. Préalablement, ce choix est acquis par les Kings, le 12 avril 2021, en compagnie d'un choix conditionnel de quatrième tour au repêchage 2023. En retour, les Penguins acquièrent Jeffrey Carter[70].

- Le choix de troisième tour des Bruins de Boston (87e au total) est acquis par les Sénateurs d'Ottawa, le 11 avril 2021, en retour de Mike Reilly[71].

- Le choix de troisième tour des Maple Leafs de Toronto (90e au total) est préalablement acquis par les Flames de Calgary, le 11 avril 2021 en retour de David Rittich[72]. Il est ensuite acquis par les Blackhawks de Chicago, le 28 juillet 2021, en retour de Nikita Zadorov[73].

- Le choix de troisième tour des Flames de Calgary (91e au total) est acquis par le Kraken de Seattle, le 8 juillet 2022, lors d'un échange avec les Bruins de Boston, en retour d’un choix de quatrième tour (Cole Spicer) et d'un choix de cinquième tour (Frédéric Brunet) de ce même repêchage[13]. Ce choix est préalablement acquis par les Bruins, le 28 juillet 2021, en retour de Daniel Vladař[74].

- Le choix de troisième tour des Hurricanes de la Caroline (92e au total) est acquis par les Canadiens de Montréal, le 4 septembre 2021, en compagnie d'un choix de premier tour de ce même repêchage (Filip Bystedt). Ces choix sont acquis en guise de compensation pour ne pas avoir égalé l'offre hostile faite à l'agent libre Jesperi Kotkaniemi[24].

- Le choix de troisième tour des Oilers d'Edmonton (94e au total) est acquis conditionnellement par les Blackhawks de Chicago, le 12 juillet 2021, en compagnie de Caleb Jones. En retour, les Oilers acquièrent Duncan Keith et Tim Söderlund[75]. Pour que les Blackhawks reçoivent un choix de deuxième ronde, il faut que les Oilers participent à la finale de la Coupe Stanley en 2022 et que Keith soit parmi les quatre défenseurs les plus utilisés par les Oilers durant les trois premiers tours des séries. Sinon, Chicago reçoit le choix de troisième tour[52].

- Le choix de troisième tour des Rangers de New York (95e au total) est acquis par les Golden Knights de Vegas, le 29 juillet 2021, en retour de Ryan Reaves[76].

- Le choix de troisième tour des Lightning de Tampa Bay (96e au total) est acquis par les Blue Jackets de Columbus, le 10 avril 2021, en compagnie d'un choix de premier tour au repêchage de 2021 (échange aux Blackhawks de Chicago, qui sélectionnent Nolan Allan). En retour, le Lightning acquiert Brian Lashoff[77].

- Le choix de troisième tour de l'Avalanche du Colorado (97e au total) est acquis par les Rangers de New-York, le 7 juillet 2022, en compagnie d'un choix de cinquième tour de ce même repêchage (Maksim Barbachiov) et d'un choix de cinquième tour au repêchage de 2023. En retour, l'Avalanche acquiert Aleksandr Gueorguiev[78].

### Quatrième tour

#### Sélection
| Rang | Joueur              | Position       | Nationalité | Équipe LNH | Repêché de                        |
| ---- | ------------------- | -------------- | ----------- | --- | --------------------------------- |
| 98   | Isaiah George       | Défenseur      | Canada      | Islanders de New York (des Canadiens de Montréal)                                                                  | Knights de London (LHO)           |
| 99   | Garrett Brown       | Défenseur      | États-Unis  | Jets de Winnipeg (des Coyotes de l'Arizona)                                                                        | Musketeers de Sioux City (USHL)   |
| 100  | Tyson Jugnauth      | Défenseur      | Canada      | Kraken de Seattle                                                                                                  | Warriors de West Kelowna (LHCB)   |
| 101  | Simon Forsmark      | Défenseur      | Suède       | Hurricanes de la Caroline (des Flyers de Philadelphie)                                                             | Örebro HK (SHL)                   |
| 102  | Tyler Brennan       | Gardien de but | Canada      | Devils du New Jersey                                                                                               | Cougars de Prince George (LHOu)   |
| 103  | Kenny Connors       | Centre         | États-Unis  | Kings de Los Angeles (des Blackhawks de Chicago via le Lightning de Tampa Bay)                                     | Fighting Saints de Dubuque (USHL) |
| 104  | Stephen Halliday    | Centre         | Canada      | Sénateurs d'Ottawa                                                                                                 | Fighting Saints de Dubuque (USHL) |
| 105  | Anton Johansson     | Défenseur      | Suède       | Red Wings de Détroit                                                                                               | Leksands IF J20 (J20 Nationell)   |
| 106  | Mats Lindgren       | Défenseur      | Canada      | Sabres de Buffalo                                                                                                  | Blazers de Kamloops (LHOu)        |
| 107  | Benjamin King       | Centre         | Canada      | Ducks d'Anaheim | Rebels de Red Deer (LHOu)         |
| 108  | Mason Beaupit       | Gardien de but | Canada      | Sharks de San José                                                                                                 | Chiefs de Spokane (LHOu)          |
| 109  | Kirill Doljenkov    | Ailier droit   | Russie      | Blue Jackets de Columbus                                                                                           | Krasnaïa Armia (MHL)              |
| 110  | Daniil Orlov        | Défenseur      | Russie      | Devils du New Jersey (des Islanders de New York)                                                                   | Sakhalinskie Akouly (MHL)         |
| 111  | Noah Laba           | Centre         | États-Unis  | Rangers de New York (des Jets de Winnipeg via les Golden Knights de Vegas)                                         | Stars de Lincoln (USHL)           |
| 112  | Daimon Gardner      | Centre         | Canada      | Canucks de Vancouver                                                                                               | Warroad High (USHS-Prep)          |
| 113  | Amadeus Lombardi    | Centre         | Canada      | Red Wings de Détroit (des Golden Knights de Vegas)                                                                 | Firebirds de Flint (LHO)          |
| 114  | Cole O'Hara         | Ailier droit   | Canada      | Predators de Nashville                                                                                             | Storm de Tri-City (USHL)          |
| 115  | Gavin White         | Défenseur      | Canada      | Stars de Dallas | Bulldogs de Hamilton (LHO)        |
| 116  | Angus Booth         | Défenseur      | Canada      | Kings de Los Angeles                                                                                               | Cataractes de Shawinigan (LHJMQ)  |
| 117  | Cole Spicer         | Centre         | États-Unis  | Bruins de Boston (des Capitals de Washington via le Kraken de Seattle)                                             | USNTDP U18 (USHL)                 |
| 118  | Sergueï Mourachov   | Gardien de but | Russie      | Penguins de Pittsburgh                                                                                             | Loko (MHL)                        |
| 119  | Dans Ločmelis       | Centre         | Lettonie    | Bruins de Boston                                                                                                   | Luleå HF J20 (J20 Nationell)      |
| 120  | Arseni Koromyslov   | Défenseur      | Russie      | Blues de Saint-Louis                                                                                               | SKA-1946 (MHL)                    |
| 121  | Ryan Healey         | Défenseur      | États-Unis  | Wild du Minnesota                                                                                                  | Stampede de Sioux Falls (USHL)    |
| 122  | Dennis Hildeby      | Gardien de but | Suède       | Maple Leafs de Toronto (des Maple Leafs de Toronto via les Blue Jackets de Columbus et les Predators de Nashville) | Färjestad BK (SHL)                |
| 123  | Tucker Robertson    | Centre         | Canada      | Kraken de Seattle (des Flames de Calgary)                                                                          | Petes de Peterborough (LHO)       |
| 124  | Cruz Lucius         | Ailier droit   | États-Unis  | Hurricanes de la Caroline                                                                                          | USNTDP U18 (USHL)                 |
| 125  | Ludvig Jansson      | Défenseur      | Suède       | Panthers de la Floride                                                                                             | Södertälje SK (HockeyAllsvenskan) |
| 126  | Charlie Leddy       | Défenseur      | États-Unis  | Devils du New Jersey (des Oilers d'Edmonton)                                                                       | USNTDP U18 (USHL)                 |
| 127  | Cedrick Guindon     | Ailier gauche  | Canada      | Canadiens de Montréal (des Rangers de New York via les Panthers de la Floride)                                     | Attack d'Owen Sound (LHO)         |
| 128  | Cameron Whitehead   | Gardien de but | Canada      | Golden Knights de Vegas (du Lightining de Tampa Bay via les Canadiens de Montréal)                                 | Stars de Lincoln (USHL)           |
| 129  | Maximilian Kilpinen | Ailier gauche  | Suède       | Red Wings de Détroit (de l'Avalanche du Colorado)                                                                  | Örebro HK J20 (J20 Nationell)     |

#### Transaction
- Le choix de quatrième tour des Canadiens de Montréal (98e au total) est acquis par les Islanders de New York, le 7 juillet 2022, en compagnie d'Aleksandr Romanov. Les Canadiens acquièrent En retour, un choix de premier tour (utilisé par les Blackhawks pour sélectionner Frank Nazar)[14].

- Le choix de quatrième tour des Coyotes de l'Arizona (99e au total) est acquis par les Jets de Winnipeg, le 21 mars 2022, en retour de Bryan Little et de Nathan Smith[13].

- Le choix de quatrième tour des Flyers de Philadelphie (101e au total) est acquis par les Hurricanes de la Caroline, le 8 juillet 2022, en compagnie d'un choix conditionnel de troisième tour au repêchage de 2023 et d'un choix de deuxième tour au repêchage de 2024. En retour, les Flyers acquièrent Anthony DeAngelo et un choix de septième tour de ce même repêchage (Alexis Gendron)[80].

- Le choix de quatrième tour des Blackhawks de Chicago (103e au total) est acquis par les Kings de Los Angeles, le 8 juillet 2022, en compagnie d'un choix de sixième tour de ce même repêchage(Jared Wright). Tampa Bay acquiert En retour, un choix de troisième tour de ce même repêchage(Lucas Edmonds)[13]. Préalablement ce choix est acquis par le Lightning, le 18 mars 2022, en compagnie de Brandon Hagel et d'un choix de quatrième ronde en repêchage de 2024. En retour, les Blackhawks acquièrent Boris Katchouk, Taylor Raddysh et un choix conditionnel de premier tour au repêchage de 2023 ou au repêchage de 2024[81].

- Le choix de quatrième tour des Islanders de New York (110e au total) est acquis conditionnellement par les Devils du New Jersey, le 7 avril 2021, en compagnie de Anthony-John Greer, de Mason Jobst et d'un choix de premier tour lors du repêchage de 2021 (Chase Stillman). En retour, les Islanders acquièrent Kyle Palmieri et Travis Zajac[62]. La condition à remplir est que les Islanders n'accèdent pas à la finale de la Coupe Stanley en 2021. Elle est validée lorsque le Lightning de Tampa Bay élimine les Islanders en finale de conférence, le 25 juin 2021[63].

- Le choix de quatrième tour des Jets de Winnipeg (111e au total) est préalablement acquis conditionnellement par les Golden Knights de Vegas, le 9 octobre 2020, en compagnie de Carl Dahlström. En retour, les Jets acquièrent Paul Stastny[82]. La condition à remplir est que Statsny doit jouer cinq matchs pour les Jets durant la Saison 2020-2021 de la LNH. Elle est validée le 23 janvier 2021. Il est ensuite acquis par les Rangers de New York, le 17 juillet 2021, en compagnie de Nick DeSimone. En retour, les Golden Knights acquièrent Brett Howden[40].

- Le choix de quatrième tour des Golden Knights de Vegas (113e au total) est acquis par les Red Wings de Détroit, le 7 octobre 2020, en retour d’un choix de cinquième tour lors du repêchage de 2020 (Jesper Vikman)[83].

- Le choix de quatrième tour des Capitals de Washington (117e au total) est acquis par les Bruins de Boston, le 8 juillet 2022 lors d'un échange avec le Kraken de Seattle, en compagnie d'un choix de cinquième tour de ce même repêchage (Frédéric Brunet). Seattle acquiert En retour, un choix de troisième tour de ce même repêchage (Ben MacDonald)[13]. Préalablement, ce choix est acquis par le Kraken, le 21 mars 2022, en compagnie de Daniel Sprong et d'un choix de sixième tour au repêchage de 2023. En retour, les Capitals acquièrent Marcus Johansson[84].

- Le choix de quatrième tour des Maple Leafs de Toronto (122e au total) est ré-acquis le 8 juillet 2022 lors d'une transaction avec les Predators de Nashville, en retour d’un choix de quatrième tour au repêchage de 2023. Les Predators l'ont acquis le 30 juin 2022, lors d'un échange avec les Blue Jackets en route de Mathieu Olivier[13]. Préalablement, ce choix est acquis par les Blue Jackets, le 11 avril 2021, en compagnie d'un choix de premier tour lors du repêchage de 2021 (Corson Ceulemans). En retour, les Maple Leafs acquièrent Nicholas Foligno[85].

- Le choix de quatrième tour des Flames de Calgary (123e au total) est acquis par le Kraken de Seattle, le 22 juillet 2021, en retour de Tyler Pitlick[86].

- Le choix de quatrième tour des Oilers d'Edmonton (126e au total) est acquis conditionnellement par les Devils du New Jersey, le 12 avril 2021, en retour de Dmitri Koulikov[87]. La condition à remplir est que les Oilers ne parviennent pas à se qualifier pour le deuxième tour des Séries éliminatoires de la Coupe Stanley 2021. Elle est validée lorsque les Jets de Winnipeg éliminent les Oilers au premier tour, le 24 mai 2021[88].

- Le choix de quatrième tour des Rangers de New York (127e au total) est acquis conditionnellement par les Canadiens de Montréal, le 16 mars 2022 lors d'un échange avec les Panthers de la Floride, en compagnie de Ty Smilic et d'un choix de premier tour au repêchage de 2023. En retour, les Panthers acquièrent Ben Chiarot[89]. La condition de cet échange est que les Canadiens acquièrent le choix de quatrième tour le plus faible des Rangers (ils possèdent les droits pour ce choix ainsi que celui des Jets)[90]. Cette condition est confirmée le 9 avril 2022 lorsque les Rangers se qualifient pour les séries éliminatoires[91] et le 20 avril 2022 lorsque les Jets sont éliminés[92].

- Le choix de quatrième tour du Lightning de Tampa Bay (128e au total) est acquis par les Golden Knights de Vegas le 8 juillet 2022 lors d'un échange avec les Canadiens de Montréal, en retour d’un choix de quatrième tour au repêchage de 2023. Ce choix est préalablement acquis par les Canadiens, le 24 juillet 2021, en retour d’un choix de quatrième tour lors du repêchage de 2021 (Dylan Duke)[40].

- Le choix de quatrième tour de l'Avalanche du Colorado (129e au total) est acquis par les Red Wings de Détroit, le 9 avril 2021, en retour de Patrik Nemeth[93].

### Cinquième tour

#### Sélection
| Rang | Joueur              | Position       | Nationalité | Équipe LNH                                                                                                 | Repêché de                                   |
| ---- | ------------------- | -------------- | ----------- | --- | -------------------------------------------- |
| 130  | Jared Davidson      | Centre         | Canada      | Canadiens de Montréal                                                                                      | Thunderbirds de Seattle (LHOu)               |
| 131  | Matthew Morden      | Défenseur      | Canada      | Coyotes de l'Arizona                                                                                       | Collège St. Andrew's (Ontario) (CISAA)       |
| 132  | Frédéric Brunet     | Défenseur      | Canada      | Bruins de Boston (du Kraken de Seattle)                                                                    | Océanic de Rimouski (LHJMQ)                  |
| 133  | Alex Bump           | Ailier gauche  | États-Unis  | Flyers de Philadelphie                                                                                     | Lancers de Omaha (USHL)                      |
| 134  | Vsevolod Komarov    | Défenseur      | Russie      | Sabres de Buffalo (des Devils du New Jersey)                                                               | Remparts de Québec (LHJMQ)                   |
| 135  | Nikita Grebionkine  | Ailier droit   | Russie      | Maple Leafs de Toronto (des Blackhawks de Chicago via les Golden Knights de Vegas)                         | Stalnye Lissy (MHL)                          |
| 136  | Jorian Donovan      | Défenseur      | Canada      | Sénateurs d'Ottawa                                                                                         | Bulldogs de Hamilton (LHO)                   |
| 137  | Tnias Mathurin      | Défenseur      | Canada      | Red Wings de Détroit                                                                                       | Battalion de North Bay (LHO)                 |
| 138  | Sergueï Ivanov      | Gardien de but | Russie      | Blue Jackets de Columbus (des Sabres de Buffalo via les Golden Knights de Vegas et les Sharks de San José) | SKA-1946 (MHL)                               |
| 139  | Connor Hvidston     | Ailier gauche  | Canada      | Ducks d'Anaheim                                                                                            | Broncos de Swift Current (LHOu)              |
| 140  | Jake Furlong        | Défenseur      | Canada      | Sharks de San José (des Sharks de San José via le Wild du Minnesota)                                       | Mooseheads d'Halifax (LHJMQ)                 |
| 141  | Petr Hauser         | Ailier droit   | Tchéquie    | Devils du New Jersey (des Blue Jackets de Columbus)                                                        | HC Sparta Prague U20 (DHL extraliga juniorů) |
| 142  | Matt Maggio         | Ailier droit   | Canada      | Islanders de New York                                                                                      | Spitfires de Windsor (LHO)                   |
| 143  | Cameron O'Neill     | Ailier droit   | États-Unis  | Sénateurs d'Ottawa (des Jets de Winnipeg)                                                                  | Mount St. Charles Academy (USHS-Prep)        |
| 144  | Ty Young            | Gardien de but | Canada      | Canucks de Vancouver                                                                                       | Canucks de Calgary (LHJA)                    |
| 145  | Patrick Guay        | Centre         | Canada      | Golden Knights de Vegas                                                                                    | Islanders de Charlottetown (LHJMQ)           |
| 146  | Graham Sward        | Défenseur      | Canada      | Predators de Nashville                                                                                     | Chiefs de Spokane (LHOu)                     |
| 147  | Maksim Maïorov      | Gardien de but | Russie      | Stars de Dallas                                                                                            | Ladia (MHL)                                  |
| 148  | Otto Salin          | Défenseur      | Finlande    | Kings de Los Angeles                                                                                       | HIFK U20 (U20 SM-sarja)                      |
| 149  | Jake Karabela       | Centre         | Canada      | Capitals de Washington                                                                                     | Storm de Guelph (LHO)                        |
| 150  | Zam Plante          | Centre         | États-Unis  | Penguins de Pittsburgh                                                                                     | Steel de Chicago (USHL)                      |
| 151  | Kevin Reidler       | Gardien de but | Suède       | Sénateurs d'Ottawa (des Bruins de Boston)                                                                  | AIK IF J18 (J18 Region)                      |
| 152  | Marc-André Gaudet   | Défenseur      | Canada      | Blues de Saint-Louis                                                                                       | Titan d'Acadie-Bathurst (LHJMQ)              |
| 153  | David Spacek        | Défenseur      | Tchéquie    | Wild du Minnesota                                                                                          | Phoenix de Sherbrooke (LHJMQ)                |
| 154  | Michael Callow      | Ailier droit   | États-Unis  | Ducks d'Anaheim (des Maple Leafs de Toronto)                                                               | St. Sebastian's School (USHS-Prep)           |
| 155  | Parker Bell         | Ailier gauche  | Canada      | Flames de Calgary                                                                                          | Americans de Tri-City (LHOu)                 |
| 156  | Vladimir Groudinine | Défenseur      | Russie      | Hurricanes de la Caroline                                                                                  | Krasnaïa Armia (MHL)                         |
| 157  | Sandis Vilmanis     | Ailier gauche  | Lettonie    | Panthers de la Floride                                                                                     | Luleå HF J20 (J20 Nationell)                 |
| 158  | Samuel Jonsson      | Gardien de but | Suède       | Oilers d'Edmonton                                                                                          | Brynäs IF J20 (J20 Nationell)                |
| 159  | Victor Mancini      | Défenseur      | États-Unis  | Rangers de New York                                                                                        | Mavericks d'Omaha (NCAA)                     |
| 160  | Nick Malik          | Gardien de but | Tchéquie    | Lightning de Tampa Bay                                                                                     | KooKoo Kouvola (Liiga)                       |
| 161  | Maksim Barbachiov   | Ailier gauche  | Russie      | Rangers de New York (de l'Avalanche du Colorado)                                                           | Wildcats de Moncton (LHJMQ)                  |

#### Transaction
- Le choix de cinquième tour du Kraken de Seattle (130e au total) est acquis par les Bruins de Boston, le 8 juillet 2022, en compagnie d’un choix de quatrième tour de ce même repêchage (Cole Spicer). En retour, le Kraken acquiert un choix de troisième tour de ce même repêchage (Ben MacDonald)[13].

- Le choix de cinquième tour des Devils du New Jersey (134e au total) est acquis par les Sabres de Buffalo, le 28 juillet 2021, en compagnie de Will Butcher. En retour, les Devils acquièrent de futures considérations[13].

- Le choix de cinquième tour des Blackhawks de Chicago (135e au total) est acquis par les Golden Knights de Vegas, lors d'une transaction à trois avec les Sharks de San José, le 12 avril 2021, en compagnie de Mattias Janmark et de Nick DeSimone. Les Sharks acquièrent un choix de cinquième tour en repêchage de 2022 (Sergueï Ivanov) et les Blackhawks acquièrent un choix de deuxième tour lors du repêchage de 2021 (Colton Dach) et un choix de troisième tour en 2022 (Samuel Savoie)[68].

- Le choix de cinquième tour des Sabres de Buffalo (138e au total) est acquis par les Golden Knights de Vegas, le 28 juin 2019, en compagnie d'un choix de deuxième tour lors du repêchage de 2021 (échangé aux Kings de Los Angeles, puis aux Sénateurs d'Ottawa, qui sélectionnent Benjamin Roger). En retour, les Sabres acquièrent Colin Miller[95]. Il est ensuite acquis par les Sharks de San José, lors d'une transaction à trois avec les Blackhawks de Chicago, le 12 avril 2021. Les Blackhawks acquièrent un choix de deuxième tour lors du repêchage de 2021 (Colton Dach) ainsi qu'un choix de troisième tour de ce même repêchage (Samuel Savoie) et les Golden Knights acquièrent Mattias Janmark, Nick DeSimone et un choix de cinquième tour en 2022 (Nikita Grebionkine)[68]. Pour finir, les Blue Jackets acquièrent ce choix le 8 juillet 2022 en cédant En retour, un choix de cinquième tour au repêchage de 2023 aux Sharks[13].

- Le choix de cinquième tour des Sharks de San José (140e au total) est réacquis du Wild du Minnesota, le 21 mars 2022, en compagnie de Kaapo Kähkönen. En retour, le Wild acquiert Jacob Middleton[96]. Le Wild acquis préalablement ce choix, le 5 octobre 2020, en retour de Devan Dubnyk et d'un choix de septième tour en repêchage de 2022 (Reese Laubach)[97].

- Le choix de cinquième tour des Blue Jackets de Columbus (141e au total) est acquis par les Devils du New Jersey, le 25 février 2019, en retour de Keith Kinkaid[98].

- Le choix de cinquième tour des Jets de Winnipeg (143e au total) est acquis par les Sénateurs d'Ottawa, le 21 mars 2022, en retour de Zach Sanford [99].

- Le choix de cinquième tour des Bruins de Boston (151e au total) est acquis par les Sénateurs d'Ottawa, le 21 mars 2022, en compagnie de Zachary Senyshyn. En retour, les Bruins acquièrent Joshua Brown et un choix conditionnel de septième ronde à ce même repêchage (utilisé par Boston pour repêcher Jackson Edward)[99].

- Le choix de cinquième tour des Maple Leafs de Toronto (154e au total) est acquis par les Ducks d'Anaheim, le 12 avril 2021, en retour de Ben Hutton[40].

- Le choix de cinquième tour de l'Avalanche du Colorado (161e au total) est acquis par les Rangers de New-York, le 7 juillet 2022, en compagnie d'un choix de troisième tour de ce même repêchage (Bryce McConnell-Barker) et d'un choix de cinquième tour au repêchage de 2023. En retour, l'Avalanche acquiert Aleksandr Gueorguiev[78].

### Sixième tour

#### Sélection
| Rang | Joueur                | Position       | Nationalité | Équipe LNH                                                                           | Repêché de                                 |
| ---- | --------------------- | -------------- | ----------- | ------------------------------------------------------------------------------------ | ------------------------------------------ |
| 162  | Emmett Croteau        | Gardien de but | Canada      | Canadiens de Montréal                                                                | Black Hawks de Waterloo (USHL)             |
| 163  | Maksymilian Szuber    | Défenseur      | Allemagne   | Coyotes de l'Arizona                                                                 | EHC Münich (DEL)                           |
| 164  | Barrett Hall          | Attaquant      | États-Unis  | Kraken de Seattle                                                                    | Gentry Academy (USHS-Prep)                 |
| 165  | Hunter McDonald       | Défenseur      | États-Unis  | Flyers de Philadelphie                                                               | Steel de Chicago (USHL)                    |
| 166  | Josh Filmon           | Ailier gauche  | Canada      | Devils du New Jersey                                                                 | Broncos de Swift Current (LHOu)            |
| 167  | Nolan Collins         | Défenseur      | Canada      | Penguins de Pittsburgh (des Blackhawks de Chicago)                                   | Wolves de Sudbury (LHO)                    |
| 168  | Theo Wallberg         | Défenseur      | Suède       | Sénateurs d'Ottawa                                                                   | Skellefteå AIK J20 (J20 Nationell)         |
| 169  | Jared Wright          | Ailier droit   | États-Unis  | Kings de Los Angeles (des Red Wings de Détroit via le Lightning de Tampa Bay)        | Lancers de Omaha (USHL)                    |
| 170  | Jake Richard          | Ailier droit   | États-Unis  | Sabres de Buffalo                                                                    | Lumberjacks de Muskegon (USHL)             |
| 171  | Jakub Vondraš         | Gardien de but | Tchéquie    | Hurricanes de la Caroline (des Ducks d'Anaheim)                                      | HC Škoda Plzeň U20 (DHL extraliga juniorů) |
| 172  | Joey Muldowney        | Ailier droit   | États-Unis  | Sharks de San José                                                                   | Nichols School (USHS-Prep)                 |
| 173  | Dominic James         | Centre         | États-Unis  | Blackhawks de Chicago (des Blue Jackets de Columbus)                                 | Bulldogs de Minnesota-Duluth (NCAA)        |
| 174  | Daylan Kuefler        | Ailier droit   | Canada      | Islanders de New York                                                                | Blazers de Kamloops (LHOu)                 |
| 175  | Fabian Wagner         | Centre         | Suède       | Jets de Winnipeg                                                                     | Linköping HC J20 (J20 Nationell)           |
| 176  | Jackson Dorrington    | Défenseur      | États-Unis  | Canucks de Vancouver                                                                 | Buccaneers de Des Moines (USHL)            |
| 177  | Ben Hemmerling        | Ailier gauche  | Canada      | Golden Knights de Vegas                                                              | Silvertips d'Everett (LHOu)                |
| 178  | Viatcheslav Bouteïets | Gardien de but | Russie      | Ducks d'Anaheim (des Predators de Nashville)                                         | Belye Medvedi (MHL)                        |
| 179  | Matthew Seminoff      | Ailier droit   | Canada      | Stars de Dallas                                                                      | Blazers de Kamloops (LHOu)                 |
| 180  | Jack Sparkes          | Défenseur      | Canada      | Kings de Los Angeles                                                                 | Buzzers de St. Michael's (LHJO)            |
| 181  | Ryan Hofer            | Ailier droit   | Canada      | Capitals de Washington                                                               | Silvertips d'Everett (LHOu)                |
| 182  | Luke Devlin           | Centre         | États-Unis  | Penguins de Pittsburgh                                                               | Collège St. Andrew's (Ontario) (CISAA)     |
| 183  | Reid Dyck             | Gardien de but | Canada      | Bruins de Boston                                                                     | Broncos de Swift Current (LHOu)            |
| 184  | Landon Sim            | Ailier droit   | Canada      | Blues de Saint-Louis                                                                 | Knights de London (LHO)                    |
| 185  | Servác Petrovský      | Centre         | Slovaquie   | Wild du Minnesota                                                                    | Attack d'Owen Sound (LHO)                  |
| 186  | Joshua Davies         | Ailier gauche  | Canada      | Panthers de la Floride (des Maple Leafs de Toronto via les Blue Jackets de Columbus) | Broncos de Swift Current (LHOu)            |
| 187  | Gustav Karlsson       | Centre         | Suède       | Sabres de Buffalo (des Flames de Calgary)                                            | Örebro HK J20 (J20 Nationell)              |
| 188  | Nils Juntorp          | Ailier droit   | Suède       | Blackhawks de Chicago (des Hurricanes de la Caroline)                                | HV71 J20 (J20 Nationell)                   |
| 189  | Tyler Muszelik        | Gardien de but | États-Unis  | Panthers de la Floride                                                               | USNTDP U18 (USHL)                          |
| 190  | Nikita Ievseïev       | Défenseur      | Russie      | Oilers d'Edmonton                                                                    | Ak Bars Kazan (VHL)                        |
| 191  | Zakary Karpa          | Ailier droit   | États-Unis  | Rangers de New York                                                                  | Crimson d'Harvard (NCAA)                   |
| 192  | Connor Kurth          | Ailier droit   | États-Unis  | Lightning de Tampa Bay                                                               | Fighting Saints de Dubuque (USHL)          |
| 193  | Christopher Romaine   | Défenseur      | États-Unis  | Avalanche du Colorado                                                                | Milton Academy (USHS-Prep)                 |

#### Transaction
- Le choix de sixième tour des Blackhawks de Chicago (167e au total) est acquis le 8 juillet 2022 par les Penguins de Pittsburgh, en retour de Liam Gorman[13].

- Le choix de sixième tour des Red Wings de Détroit (169e au total) est acquis par les Kings de Los Angeles, le 8 juillet 2022 lors d’un échange avec le Lightning de Tampa Bay. Les Kings l’acquièrent en compagnie d’un choix de cinquième tour de ce même repêchage (Kenny Connors) en retour d’un choix de troisième tour de ce même repêchage (Lucas Edmonds). Préalablement, ce choix est acquis par le Lightning, le 30 juillet 2021, en retour de Mitchell Stephens[40].

- Le choix de sixième tour des Ducks d'Anaheim (171e au total) est acquis par les Hurricanes de la Caroline, le 12 avril 2021, en compagnie de Jani Hakanpää. En retour, les Ducks acquièrent Haydn Fleury[101].

- Le choix de sixième tour des Blue Jackets de Columbus (173e au total) est acquis par les Blackhawks de Chicago, le 23 juillet 2021, en compagnie de Seth Jones et d'un choix de premier tour lors du repêchage de 2021 (Nolan Allan). En retour, les Blue Jackets acquièrent Adam Boqvist, un choix de premier tour (Cole Sillinger), d'un choix de deuxième tour (Aleksi Heimosalmi) lors du repêchage de 2021 et d'un choix de premier tour en 2022 (David Jiříček)[11].

- Le choix de sixième tour des Predators de Nashville (178e au total) est acquis par les Ducks d'Anaheim, le 24 février 2020, en compagnie de Matt Irwin. En retour, les Predators acquièrent Korbinian Holzer[102].

- Le choix de sixième tour des Maple Leafs de Toronto (186e au total) est acquis par les Panthers de la Floride, le 21 mars 2022 lors d'un échange avec les Blue Jackets de Columbus, en compagnie de Maxwell Domi. En retour, les Blue Jackets acquièrent Tyler Inamoto[103]. Ce choix est préalablement acquis conditionnellement par les Blue Jackets, le 9 avril 2021, en retour de Riley Nash[104]. La condition à remplir est que Nash doit jouer 25 % des matchs de série éliminatoire disputés par les Maple Leafs en 2021. Elle est validée le 31 mai 2021, après que Nash dispute deux des sept rencontres de séries.

- Le choix de sixième tour des Flames de Calgary (187e au total) est acquis par les Sabres de Buffalo, le 20 mars 2022 lors d'un échange avec les Panthers de la Floride, en retour de Robert Hägg[105]. Ce choix est préalablement acquis par les Panthers, le 12 avril 2021, en compagnie de Samuel Bennett. En retour, les Panthers acquièrent Emil Heineman et un choix de deuxième tour de ce même repêchage[50].

- Le choix de sixième tour des Hurricanes de la Caroline (188e au total) est acquis par les Blackhawks de Chicago, le 8 juillet 2022, en retour d’un choix de sixième tour au repêchage de 2023[13].

### Septième tour

#### Sélection
| Rang | Joueur                   | Position       | Nationalité | Équipe LNH | Repêché de                              |
| ---- | ------------------------ | -------------- | ----------- | --- | --------------------------------------- |
| 194  | Petteri Nurmi            | Défenseur      | Finlande    | Canadiens de Montréal | HPK (Liiga)                             |
| 195  | Eli Barnett              | Défenseur      | Canada      | Sharks de San José (des Coyotes de l'Arizona)                                                                                          | Grizzlies de Victoria (LHCB)            |
| 196  | Kyle Jackson             | Centre         | Canada      | Kraken de Seattle | Battalion de North Bay (LHO)            |
| 197  | Santeri Sulku            | Ailier gauche  | Finlande    | Flyers de Philadelphie | Jokerit U20 (U20 SM-sarja)              |
| 198  | Artiom Barabocha         | Défenseur      | Russie      | Devils du New Jersey | Krasnaïa Armia (MHL)                    |
| 199  | Riku Tohila              | Centre         | Finlande    | Blackhawks de Chicago | JYP U20 (U20 SM-sarja)                  |
| 200  | Jackson Edward           | Défenseur      | Canada      | Bruins de Boston (des Sénateurs d'Ottawa)                                                                                              | Knights de London (LHO)                 |
| 201  | Owen Mehlenbacher        | Attaquant      | Canada      | Red Wings de Détroit | Lumberjacks de Muskegon (USHL)          |
| 202  | Joel Ratkovic Berndtsson | Ailier droit   | Suède       | Sabres de Buffalo | Frölunda J20 (J20 Nationell)            |
| 203  | James Fisher             | Ailier droit   | États-Unis  | Blue Jacket de Columbus (des Ducks d'Anaheim)                                                                                          | Belmont Hill School (USHS-Prep)         |
| 204  | Adam Žlnka               | Ailier droit   | Slovaquie   | Coyotes de l'Arizona (des Sharks de San José via les Sénateurs d'Ottawa et les Sharks de San José)                                     | Stampede de Sioux Falls (USHL)          |
| 205  | Aleksandr Pelevine       | Défenseur      | Russie      | Hurricanes de la Caroline (des Blue Jackets de Columbus)                                                                               | Tchaïka (MHL)                           |
| 206  | Tyson Dyck               | Centre         | Canada      | Sénateurs d'Ottawa (des Islanders de New York)                                                                                         | Bucks de Cranbrook (LHCB)               |
| 207  | Domenic DiVincentiis     | Gardien de but | Canada      | Jets de Winnipeg | Battalion de North Bay (LHO)            |
| 208  | Kirill Kudriavtsev       | Défenseur      | Russie      | Canucks de Vancouver | Greyhounds de Sault-Sainte-Marie (LHO)  |
| 209  | Abram Wiebe              | Défenseur      | Canada      | Golden Knights de Vegas | Chiefs de Chilliwack (LHCB)             |
| 210  | Benjamin Strinden        | Centre         | États-Unis  | Predators de Nashville | Lumberjacks de Muskegon (USHL)          |
| 211  | Linus Sjödin             | Centre         | Suède       | Sabres de Buffalo (des Stars de Dallas)                                                                                                | Rögle BK (SHL)                          |
| 212  | Brennan Ali              | Ailier droit   | États-Unis  | Red Wings de Détroit (des Kings de Los Angeles)                                                                                        | Avon Old Farms (USHS-Prep)              |
| 213  | David Gucciardi          | Défenseur      | Canada      | Capitals de Washington | Spartans de Michigan State (NCAA)       |
| 214  | Liam Arnsby              | Centre         | Canada      | Panthers de la Floride (des Penguins de Pittsburgh)                                                                                    | Battalion de North Bay (LHO)            |
| 215  | Kaleb Lawrence           | Ailier droit   | Canada      | Kings de Los Angeles (des Bruins de Boston)                                                                                            | Attack d'Owen Sound (LHO)               |
| 216  | Miguël Tourigny          | Défenseur      | Canada      | Canadiens de Montréal (des Blues de Saint-Louis via les Canadiens de Montréal, les Flyers de Philadelphie et les Coyotes de l'Arizona) | Titan d'Acadie-Bathurst (LHJMQ)         |
| 217  | Reese Laubach            | Centre         | États-Unis  | Sharks de San José (du Wild du Minnesota)                                                                                              | Northstar Christian Academy (USHS-Prep) |
| 218  | Brandon Lisowsky         | Ailier gauche  | Canada      | Maple Leafs de Toronto | Blades de Saskatoon (LHOu)              |
| 219  | Cade Littler             | Centre         | États-Unis  | Flames de Calgary | Wild de Wenatchee (LHCB)                |
| 220  | Alexis Gendron           | Ailier droit   | Canada      | Flyers de Philadelphie (des Hurricanes de la Caroline)                                                                                 | Armada de Blainville-Boisbriand (LHJMQ) |
| 221  | Jack Devine              | Ailier droit   | États-Unis  | Panthers de la Floride | Pioneers de Denver (NCAA)               |
| 222  | Joel Määttä              | Centre         | Finlande    | Oilers d'Edmonton | Catamounts du Vermont (NCAA)            |
| 223  | Dyllan Gill              | Défenseur      | Canada      | Lightning de Tampa Bay (des Rangers de New York)                                                                                       | Huskies de Rouyn-Noranda (LHJMQ)        |
| 224  | Klavs Veinbergs          | Ailier gauche  | Lettonie    | Lightning de Tampa Bay | HK Riga (MHL)                           |
| 225  | Ivan Jigalov             | Gardien de but | Biélorussie | Avalanche du Colorado | Phoenix de Sherbrooke (LHJMQ)           |

#### Transaction
- Le choix de septième tour des Coyotes de l'Arizona (195e au total) est acquis par les Sharks de San José, le 17 juillet 2021, en compagnie de Adin Hill. En retour, les Coyotes acquièrent Josef Kořenář et un choix de deuxième tour au repêchage 2022 (Julian Lutz)[35].

- Le choix de septième tour des Sénateurs d'Ottawa (200e au total) est acquis conditionnellement par les Bruins de Boston, le 21 mars 2022, en compagnie de Joshua Brown. En retour, les Sénateurs acquièrent Zachary Senyshyn et un choix cinquième ronde à ce même repêchage (Kevin Reidler)[99]. La Condition est que Senyshyn joue moins de cinq matchs dans la saison régulière, s'il joue plus les Sénateurs doivent donner ce choix. Seynyshyn ne jouant que deux rencontres, ce choix est validé.

- Le choix de septième tour des Ducks d'Anaheim (203e au total) est acquis par les Blue Jackets de Columbus, le 7 octobre 2020, en retour d’un choix de septième tour en 2020 (Ethan Bowen)[40].

- Le choix de septième tour des Sharks de San José (204e au total) est préalablement acquis par les Sénateurs d'Ottawa, le 27 janvier 2021, en compagnie de Jack Kopacka. En retour, les Sharks acquièrent Christián Jaroš[40]. Il est ensuite réacquis par les Sharks, le 24 octobre 2021, en retour de Dylan Gambrell. Finalement, ils l'échangent aux Coyotes de l'Arizona, en retour d'un choix de setième tour au repêchage de 2023[13].

- Le choix de septième tour des Blue Jackets de Columbus (205e au total) est acquis par les Hurricanes de la Caroline, le 13 février 2021, en retour de Grégory Hofmann[40].

- Le choix de septième tour des Islanders (206e au total) est acquis par les Sénateurs d'Ottawa, le 11 avril 2021, en retour de Braydon Coburn[107].

- Le choix de septième tour des Stars de Dallas (211e au total) est acquis par les Sabres de Buffalo, le 11 juin 2022, en compagnie de Benjamin Bishop. En retour, les Stars acquièrent des considérations futures[108].

- Le choix de septième tour des Kings de Los Angeles (212e au total) est acquis par les Red Wings de Détroit, le 20 mars 2022, en retour de Troy Stecher[13].

- Le choix de septième tour des Penguins de Pittsburgh (214e au total) est acquis par les Panthers de la Floride, le 8 juillet 2022, en retour d’un choix de septième tour au repêchage de 2023[13].

- Le choix de septième tour des Bruins de Boston (215e au total) est acquis par les Kings de Los Angeles, le 8 juillet 2022, en retour d’un choix de septième tour au repêchage de 2023[13].

- Le choix de septième tour des Blues de Saint-Louis (216e au total) est acquis par les Canadiens de Montréal, le 2 septembre 2020, en compagnie de Jake Allen. En retour, les Blues acquièrent un choix de troisième tour (Dylan Peterson) et un choix de septième tour (Chase Bradley) en 2020[109]. Il est utilisé par les Canadiens pour obtenir Erik Gustafsson des Flyers de Philadelphie, le 12 avril 2021[40]. Les Flyers l'échangent aux Coyotes de l'Arizona, le 22 juillet 2021, en compagnie de Shayne Gostisbehere et d'un choix de deuxième tour en 2022 (Artyom Duda). En retour, les Flyers acquièrent des considérations futures[33]. Enfin, il est réacquis par les Canadiens, le 24 juillet 2021, en retour d’un choix de septième tour lors du repêchage de 2021 (Sam Lipkin)[40].

- Le choix de septième tour du Wild du Minnesota (217e au total) est acquis par les Sharks de San José, le 5 octobre 2020, en compagnie de Devan Dubnyk. En retour, le Wild acquiert un choix de cinquième tour de ce même repêchage (Jake Furlong)[97].

- Le choix de septième tour des Hurricanes de la Caroline (220e au total) est acquis par les Flyers de Philadelphie, le 8 juillet 2022, en compagnie d’Anthony DeAngelo. En retour, les Hurricanes acquièrent un choix de quatrième tour de ce même repêchage (Simon Forsmark), un choix conditionnel de troisième tour au repêchage de 2023 et un choix de deuxième tour au repêchage de 2024[80]

- Le choix de septième tour des Rangers de New York (223e au total) est acquis par le Lightning de Tampa Bay, le 17 juillet 2021, en retour de Barclay Goodrow[40].